# 스파이 키드 2: 잃어버린 꿈들의 섬
《스파이 키드 2: 잃어버린 꿈들의 섬》(영어: Spy Kids 2: The Island of Lost Dreams)은 2002년 개봉한 미국의 액션 코미디 영화이다. 로버트 로드리게스가 연출, 각본, 촬영, 편집, 제작, 공동 작곡을 맡았다. 《스파이 키드》(2001)의 속편이며, 전편에 등장했던 안토니오 반데라스, 칼라 구지노, 알렉사 베이가, 대릴 서바라, 마이크 저지, 치치 매린 등이 그대로 나오는 한편, 리카르도 몬탈반, 홀랜드 테일러, 크리스토퍼 맥도널드, 스티브 부세미 등이 새로 투입되었다.
후편 《스파이 키드 3D: 게임 오버》(2003)로 이어진다.

## 줄거리
OSS 스파이 키드 부서 정식 요원이 된 카먼과 주니는 도너건 기글스의 자녀 게리, 거티와 경쟁하게 된다.  
OSS 만찬에서 도너건은 대통령 텔레프롬프터를 해킹하여 그레고리오 코테즈의 이름을 자신의 이름으로 바꿔치기해 OSS 신임 국장으로 임명된다. 이때 모든 전자 기기의 작동을 멈출 수 있는 "트랜스무커"를 노리는 매그나 멘이 잠입한다. 그 와중에 게리와 다투게 된 주니는 트랜스무커를 떨어뜨리고, 매그나 멘가 이를 주워 훔쳐간다. 게리는 주니에게 모든 잘못을 뒤집어씌우고, 주니는 OSS에서 불명예스럽게 해고된다.  
카먼은 OSS 데이터베이스를 해킹하여 주니를 요원으로 복귀시키고, 원래 게리와 거티에게 주어졌던 트랜스무커 회수 임무를 본인들 앞으로 재지정한다. 카먼과 주니는 그 어떤 전자 기기도 작동하지 않는 섬을 발견하고, 이곳으로 향한다.  
이 섬에 사는 과학자 로메로는 남매에게 자신의 사연을 털어놓는다. 로메로는 다양한 동물들을 소형화하여 돈을 벌 생각이었으나 동물 크기를 재조정하려고 시도하는 과정에서 성장제를 뿌렸다가 동물들을 거대화시켜 버렸다. 이후 바깥 세계에 이 섬의 존재를 숨기기 위해 발명한 기계가 트랜스무커였던 것이다.  
곧 이들은 거티와 게리 역시 이 섬을 찾아왔다는 걸 알게 되는데...  

## 출연
- 안토니오 반데라스 - 그레고리오 코테즈, 아빠 역
- 칼라 구지노 - 잉그리드 코테즈, 엄마 역
- 알렉사 베이가 - 카먼 코테즈 역
- 대릴 서바라 - 주니 코테즈 역
- 마이크 저지 - 도너건 기글스 역
- 리카르도 몬탈반 - 할아버지 밸런틴 아베얀 역
- 홀랜드 테일러 - 할머니 헬가 아베얀 역
- 크리스토퍼 맥도널드 - 대통령 역
- 대니 트레이호 - 이저도어 "머셰티" 코테즈 역
- 앨런 커밍 - 피건 플루프, 텔레비전 진행자 역
- 토니 셜루브 - 알렉산더 미니언, 플루프 조수 역
- 맷 올리리 - 게리 기글스 역
- 테일러 맘슨 - 알렉산드라 어나미, 대통령 딸 역
- 에밀리 오스먼트 - 거티 기글스, 도너건 딸 역
- 치치 매린 - 필릭스 검 역
- 스티브 부세미 - 로메로 역
- 빌 팩스턴 - 딩키 윙크스 역

## 우리말 녹음
SBS 성우진 (2005년 2월 10일)
- 배정미 - 카먼(알렉사 베이가)
- 이연희 - 주니(대릴 서바라)
- 안경진 - 게리(맷 올리리) / 할머니(홀랜드 테일러)
- 김서영 - 거티(에밀리 오스먼트)
- 홍시호 - 아빠(안토니오 반데라스)
- 강희선 - 엄마(칼라 구지노)
- 설영범 - 도너건(마이크 저지)
- 김정호 - 로메로(스티브 부세미)
- 황윤걸 - 할아버지(리카르도 몬탈반) / 대통령(크리스토퍼 맥도널드)
- 김소형 - 미니언(토니 셜루브) / 필릭스(치치 매린)
- 이미덕 - 기자(디어드러 A. 캐넌) / 시스템 음성
- 시영준 - 코테즈(대니 트레이호)
- 김용준 - 플루프(앨런 커밍) / 딩키(빌 팩스턴)
- 오주연 - 대통령의 딸(테일러 맘슨)